# Dave MacKenzie
Pour les articles homonymes, voir MacKenzie.
David MacKenzie (né le 12 juin 1946 à London, Ontario) est un homme politique canadien.

## Biographie
Il a été député à la Chambre des communes du Canada, représentant la circonscription ontarienne de Oxford de 1997 à 2023, d'abord sous la bannière du Parti progressiste-conservateur du Canada, puis, à la suite de la fusion de ce parti avec l'Alliance canadienne, sous la bannière du Parti conservateur du Canada.
De 1967 à 1997, il est policier de la ville de Woodstock, occupant le poste de chef de police de 1987 à 1997. Il est actuellement secrétaire parlementaire du ministre de la Sécurité publique, Stockwell Day.